# Phalaris peruviana
Phalaris peruviana är en gräsart som beskrevs av Hildemar Wolfgang Scholz och Gutte. Phalaris peruviana ingår i släktet flenar, och familjen gräs. Inga underarter finns listade i Catalogue of Life.